# Дрнхолец
Дрнхолец (чеш. Drnholec) је насељено мјесто са административним статусом варошице (чеш. městys) у округу Брецлав, у Јужноморавском крају, Чешка Република.

## Становништво
Према подацима о броју становника из 2014. године насеље је имало 1.705 становника.